# SV Stern Breslau
Der SV Stern Breslau (offiziell: Sportverein Stern 1920 Breslau e. V.) war ein Sportverein aus Breslau. Die erste Fußballmannschaft nahm einmal an der deutschen Meisterschaft des Arbeiter-Turn- und Sportbundes (ATSB) teil.

## Geschichte
Der Verein wurde im Jahre 1920 als BSG Großmarkthalle Breslau gegründet und nahm ein Jahr später den Namen SV Stern Breslau an. Im Jahre 1925 fusionierte dieser mit dem Breslauer FV 06 zum Breslauer FV 06-Stern, der fünf Jahre später wieder den Namen Breslauer FV 06 annahm. Zwischenzeitlich wurde der SV Stern Breslau wieder gegründet.
Der SV Stern Breslau nahm am Spielbetrieb des ATSB teil und wurde im Jahre 1922 erstmals Meister des ATSB-Kreises Schlesien. Im ersten Endrundenspiel um die ostdeutsche Meisterschaft schied die Mannschaft durch eine 0:1-Heimniederlage gegen Eichenkranz Eulo aus. Auch in den kommenden beiden Jahren wurde Stern Breslau Kreismeister in Schlesien und nahm an den anschließenden Meisterschaftsspielen teil. 1923 schied die Mannschaft durch eine 1:2-Niederlage gegen Tasmania Forst aus. In der Spielzeit 1923/24 wurde die Mannschaft durch Siege gegen Tasmania Forst, Alemannia 22 Berlin und die FT Ponarth zunächst ostdeutscher ATSB-Meister. Im Halbfinale der deutschen ATSB-Meisterschaft traf die Mannschaft auf die FT Gerresheim aus Düsseldorf, gegen die sich die Breslauer erst im Wiederholungsspiel mit 3:1 durchsetzen konnten. Im Endspiel gegen den Dresdner SV 10 in der Dresdener Ilgen-Kampfbahn waren die Breslauer jedoch chancenlos und verloren mit 1:6.
Nach der Machtergreifung der Nationalsozialisten im Jahre 1933 wurde der SV Stern Breslau verboten und aufgelöst.